# Elaphristis aneliopa
Elaphristis aneliopa là một loài bướm đêm trong họ Erebidae.